# Søldarfjørður
Søldarfjørður [ˈsœldaɹˌfjøːɹʊɹ] és una localitat de l'illa d'Eysturoy, a les illes Fèroe. Forma part del municipi de Runavík. L'1 de gener del 2021 tenia 375 habitants.
El poble és un assentament antic, ja que es té constància de la seva existència ja pels volts del 1200. Tot i així no apareix per primer cop en un document escrit fins al 1584. Està situat a la riba oriental del Skálafjørður, el fiord més llarg de l'arxipèlag. Søldarfjørður, conjuntament amb d'altres localitats d'aquesta riba del fiord, forma una aglomeració urbana important que s'estén 10 km al llarg de la costa, des de Toftir a Skipanes.
A Søldarfjørður hi ha el Viðarlundin í Søldarfirði, un parc forestal. La paraula feroesa viðarlund significa literalment "llenyós" i fa referència a les Fèroe a les zones boscoses, que representen només el 0,06% del territori de l'arxipèlag.